# Караганда. Карагандинская область
Караганда. Карагандинская область — региональное энциклопедическое издание в Казахстане. 
Выпущена Главной редакцией «Қазақ энциклопедиясы» в 1986 году на русском и в 1990 году на казахском языках. Главный редактор — Р.Нургалиев. Состоит из двух частей. Первая — очерки о природе области, народе, истории региона, его экономике, строительстве и архитектуре города, научных учреждениях и системе народного образования, здравоохранении, физкультуре и достижениях в спорте, литературе и искусстве, театрах, международных экономических и культурных связях. Вторая часть энциклопедии содержит информацию о 6 городах, 4 городских и 8 аульных районах, 16 поселках городского типа. Дана справка о к р. производств, организациях и хозяйствах, известных людях области; государственные, научные и культурных деятелях, поэтах, писателях, артистах и певцах, ветеранах войны и труда. Впервые в издании опубликованы данные о жертвах репрессий; А.Байтурсынове, Ж.Аймауытове, А.Бокейханове, Ж.Акпаеве и др., статьи: «Карлаг», «Реабилитация», «Репрессия». Собраны ценные документ, фотоснимки и диаграммы; красочные иллюстрации.
В 2006 и 2008 годы был переиздан на двух языках издательством Атамұра. Главные редакторы Абдулин А. Тираж на русском языке - 5 000 экз.